# IndyCar Series 2004
Le championnat d'IndyCar Series 2004 a été remporté par le pilote brésilien Tony Kanaan sur une Dallara-Honda du Andretti Green Racing.

## Courses de la saison 2004
| Date         | Course                   | Circuit                          | Vainqueur         | Voiture        | Écurie                 |
| 29 février   | Toyota Indy 300          | Homestead-Miami Speedway         | Sam Hornish Jr.   | Dallara-Toyota | Penske Racing          |
| 21 mars      | Copper World Indy 200    | Phoenix International Raceway    | Tony Kanaan       | Dallara-Honda  | Andretti Green Racing  |
| 17 avril     | Indy Japan 300           | Twin Ring Motegi                 | Dan Wheldon       | Dallara-Honda  | Andretti Green Racing  |
| 30 mai       | Indianapolis 500         | Indianapolis Motor Speedway      | Buddy Rice        | G-Force-Honda  | Rahal Letterman Racing |
| 12 juin      | Bombardier 500           | Texas Motor Speedway             | Tony Kanaan       | Dallara-Honda  | Andretti Green Racing  |
| 26 juin      | SunTrust Indy Challenge  | Richmond International Raceway   | Dan Wheldon       | Dallara-Honda  | Andretti Green Racing  |
| 4 juillet    | Argent Mortgage 300      | Kansas Speedway                  | Buddy Rice        | G-Force-Honda  | Rahal Letterman Racing |
| 17 juillet   | Firestone Indy 200       | Nashville Superspeedway          | Tony Kanaan       | Dallara-Honda  | Andretti Green Racing  |
| 25 juillet   | Menards A. J. Foyt 225   | Milwaukee Mile                   | Dario Franchitti  | Dallara-Honda  | Andretti Green Racing  |
| 1er août     | Michigan Indy 400        | Michigan International Speedway  | Buddy Rice        | G-Force-Honda  | Rahal Letterman Racing |
| 15 août      | Belterra Casino Indy 300 | Kentucky Speedway                | Adrián Fernández  | G-Force-Honda  | Fernández Racing       |
| 22 août      | Honda Indy 225           | Pikes Peak International Raceway | Dario Franchitti  | Dallara-Honda  | Andretti Green Racing  |
| 29 août      | Firestone Indy 225       | Nazareth Speedway                | Dan Wheldon       | Dallara-Honda  | Andretti Green Racing  |
| 12 septembre | Delphi Indy 300          | Chicagoland Speedway             | Adrián Fernández  | G-Force-Honda  | Fernández Racing       |
| 3 octobre    | Toyota Indy 400          | California Speedway              | Adrián Fernández  | G-Force-Honda  | Fernández Racing       |
| 17 octobre   | Chevy 500                | Texas Motor Speedway             | Hélio Castroneves | Dallara-Toyota | Penske Racing          |

## Classement des pilotes
| Classement | Pilote            | Pays               | Voiture                          | Écurie                            | Nombre de points |
| ---------- | ----------------- | ------------------ | -------------------------------- | --------------------------------- | ---------------- |
| 1er        | Tony Kanaan       | Brésil             | Dallara-Honda                    | Andretti Green Racing             | 618              |
| 2e         | Dan Wheldon       | Royaume-Uni        | Dallara-Honda                    | Andretti Green Racing             | 533              |
| 3e         | Buddy Rice        | États-Unis         | G-Force-Honda                    | Rahal Letterman Racing            | 485              |
| 4e         | Hélio Castroneves | Brésil             | Dallara-Toyota                   | Penske Racing                     | 446              |
| 5e         | Adrián Fernández  | Mexique            | G-Force-Honda                    | Fernández Racing                  | 445              |
| 6e         | Dario Franchitti  | Royaume-Uni        | Dallara-Honda                    | Andretti Green Racing             | 409              |
| 7e         | Sam Hornish Jr.   | États-Unis         | Dallara-Toyota G-Force-Toyota    | Penske Racing                     | 387              |
| 8e         | Vitor Meira       | Brésil             | G-Force-Honda                    | Rahal Letterman Racing            | 376              |
| 9e         | Bryan Herta       | États-Unis         | Dallara-Honda                    | Andretti Green Racing             | 362              |
| 10e        | Scott Dixon       | Nouvelle-Zélande   | G-Force-Toyota                   | Chip Ganassi Racing               | 355              |
| 11e        | Darren Manning    | Royaume-Uni        | G-Force-Toyota                   | Chip Ganassi Racing               | 323              |
| 12e        | Alex Barron       | États-Unis         | Dallara-Chevrolet                | Cheever Racing                    | 310              |
| 13e        | Scott Sharp       | États-Unis         | Dallara-Toyota                   | Kelley Racing                     | 282              |
| 14e        | Kosuke Matsuura   | Japon              | G-Force-Honda                    | Super Aguri Fernandez Racing      | 280              |
| 15e        | Toranosuke Takagi | Japon              | Dallara-Toyota                   | Mo Nunn Racing                    | 263              |
| 16e        | Ed Carpenter      | États-Unis         | Dallara-Chevrolet                | Cheever Racing                    | 245              |
| 17e        | Mark Taylor       | Royaume-Uni        | Dallara-Chevrolet G-Force-Honda  | Panther Racing Access Motorsports | 232              |
| 17e        | A.J. Foyt IV      | États-Unis         | Dallara-Toyota                   | A. J. Foyt Enterprises            | 232              |
| 19e        | Tomas Scheckter   | Afrique du Sud     | Dallara-Chevrolet                | Panther Racing                    | 230              |
| 20e        | Felipe Giaffone   | Brésil             | Dallara-Chevrolet                | Dreyer & Reinbold Racing          | 214              |
| 21e        | Townsend Bell     | États-Unis         | Dallara-Chevrolet                | Panther Racing                    | 193              |
| 22e        | Jaques Lazier     | États-Unis         | Dallara-Chevrolet                | Patrick Racing                    | 104              |
| 23e        | Greg Ray          | États-Unis         | G-Force-Honda                    | Access Motorsports                | 99               |
| 24e        | Robbie Buhl       | États-Unis         | Dallara-Chevrolet                | Dreyer & Reinbold Racing          | 44               |
| 24e        | Al Unser Jr.      | États-Unis         | Dallara-Chevrolet                | Patrick Racing                    | 44               |
| 26e        | Roger Yasukawa    | États-Unis         | G-Force-Honda                    | Rahal Letterman Racing            | 39               |
| 27e        | Tomáš Enge        | République tchèque | Dallara-Chevrolet                | Patrick Racing                    | 31               |
| 28e        | Bruno Junqueira   | Brésil             | G-Force-Honda                    | Newman/Haas Racing                | 30               |
| 29e        | Jeff Simmons (en) | États-Unis         | Dallara-Toyota Dallara-Chevrolet | Mo Nunn Racing Patrick Racing     | 26               |
| 30e        | Richie Hearn      | États-Unis         | G-Force-Toyota                   | Sam Schmidt Motorsports           | 12               |
| 30e        | Sarah Fisher      | États-Unis         | Dallara-Toyota                   | Kelley Racing                     | 12               |
| 30e        | Robby McGehee     | États-Unis         | Dallara-Chevrolet                | PDM Racing                        | 12               |
| 30e        | Buddy Lazier      | États-Unis         | Dallara-Chevrolet                | Hemelgarn Racing                  | 12               |
| 30e        | Marty Roth        | Canada             | Dallara-Toyota                   | Roth Racing                       | 12               |
| 35e        | P.J. Jones        | États-Unis         | Dallara-Chevrolet                | Beck Motorsports                  | 10               |
| 35e        | Robby Gordon      | États-Unis         | Dallara-Chevrolet                | Robby Gordon Motorsports          | 10               |
| 35e        | Larry Foyt        | États-Unis         | G-Force-Toyota                   | A. J. Foyt Enterprises            | 10               |

Sur fond vert, le meilleur débutant de l'année (rookie of the year). À noter que certains pilotes débutants en IRL mais possédant déjà une expérience en CART n'avaient pas le statut de "rookie" et ne pouvaient donc prétendre au trophée du meilleur débutant.